# 1511
Évszázadok: 15. század – 16. század – 17. század
Évtizedek: 1460-as évek – 1470-es évek – 1480-as évek – 1490-es évek – 1500-as évek – 1510-es évek – 1520-as évek – 1530-as évek – 1540-es évek – 1550-es évek – 1560-as évek
Évek: 1506 – 1507 – 1508 – 1509 –  1510 – 1511 – 1512 – 1513 – 1514 – 1515 – 1516

## Események

### Határozott dátumú események
- október 5. – Szent Liga alakul az itáliai városállamok védelmére.[1]

### Határozatlan dátumú események
- Diego Velázquez és Hernán Cortés meghódítja Kubát. Velázquezt kinevezik kormányzónak.
- Lady Margaret Beaufort megalapítja a Cambridge-i egyetemet.
- Montesinos atya az indiánok védelmében prédikál Santo Domingóban, ez felháborítja a spanyolokat.[2]
- A portugálok elfoglalják Malakkát.[3]

## Születések
- június 18. – Bartolommeo Ammannati itáliai építész és szobrász († 1592)
- július 30. – Giorgio Vasari olasz építész, festő, író († 1574)
- november 15. – Johannes Secundus, németalföldi költő († 1536)
- Ippolito Medici Firenze uralkodója († 1535)
- Szervét Mihály spanyol teológus, orvos († 1553)

## Halálozások
- február 11. – Charles d’Amboise de Chaumont francia admirális, marsall (* 1472 k.)